# Anja Mittag

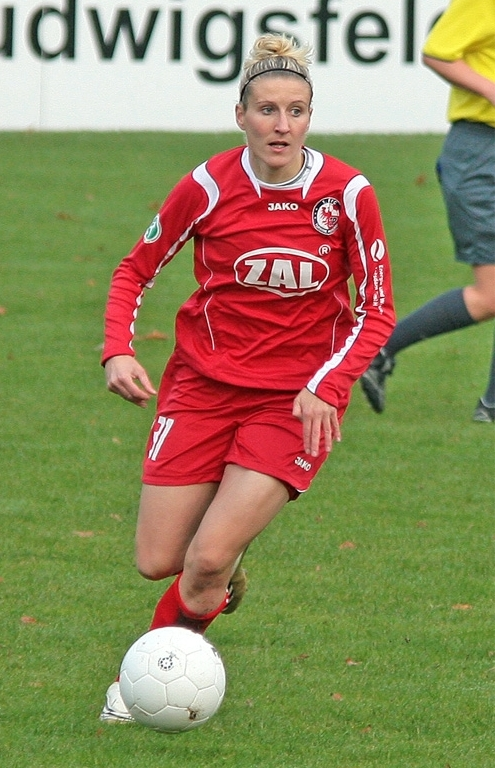
Anja Mittag bei Turbine Potsdam (2008)

Anja Mittag (* 16. Mai 1985 in Karl-Marx-Stadt) ist eine deutsche Fußballspielerin, die aktuell für die BSG Chemie Leipzig aktiv ist. In 158 Länderspielen für die deutsche Nationalmannschaft schoss sie 50 Tore. Nur drei Spielerinnen haben mehr Einsätze erreicht.

## Karriere

### Vereine

#### Anfänge
Die fußballerischen Anfänge von Anja Mittag liegen in ihrer Heimatstadt beim VfB Chemnitz und dem Chemnitzer FC. Anschließend war sie für den FC Erzgebirge Aue aktiv.

#### 1. FFC Turbine Potsdam
2002 wechselte sie zum Erstligisten 1. FFC Turbine Potsdam. In der Saison 2003/2004 gewann sie mit den Potsdamerinnen das Double aus Meisterschaft und Pokalsieg. Im Pokalfinale gegen den Titelverteidiger 1. FFC Frankfurt erzielte sie den Treffer zum 3:0-Endstand. Im Jahr darauf verteidigten die Brandenburgerinnen – erneut mit einem 3:0-Sieg gegen Frankfurt – den Pokal, auch hier markierte Mittag den Endstand. Im UEFA Women’s Cup 2004/05 besiegten die Potsdamerinnen im Finale den schwedischen Verein Djurgården Damfotboll und sicherten sich somit ihren ersten internationalen Titel. Neben dem erneuten Gewinn der deutschen Meisterschaft in der darauffolgenden Saison wurde Potsdam durch einen 2:0-Sieg über Frankfurt zum dritten Mal in Folge DFB-Pokalsieger. Nach dem Ende der Spielzeit wechselte Mittag zum schwedischen Erstligisten QBIK Karlstad, um dort die zweite Hälfte der Meisterschaftssaison zu spielen. Auf diese Weise wollte sie eine andere fußballerische Spielkultur kennenlernen. Anders als mit Potsdam spielte sie mit Karlstad jedoch um den Klassenerhalt, der letztlich mit zwei Punkten Vorsprung vor einem Abstiegsplatz knapp gesichert werden konnte. Zum Rückrundenstart der Bundesligasaison 2006/07 kehrte sie nach Potsdam zurück.
An ihrer alten Wirkungsstätte folgten zunächst zwei weniger erfolgreiche Jahre, in denen in der Meisterschaft jeweils nur der dritte Platz erreicht wurde. In der Saison 2008/2009 wurde sie mit Potsdam aufgrund der besseren Tordifferenz gegenüber dem FC Bayern München erneut deutsche Meisterin, mit 21 Toren war sie zudem die zweitbeste Torschützin der Saison. In den beiden folgenden Jahren wurde der Meistertitel jeweils verteidigt und Mittag war in beiden Spielzeiten die beste Potsdamer Torjägerin. 2010 stand sie im Finale der UEFA Women’s Champions League gegen Olympique Lyon, das im Elfmeterschießen zugunsten der Potsdamerinnen entschieden wurde, obwohl Mittag ihren Elfmeter nicht verwandelt hatte.

#### LdB FC Malmö/FC Rosengård
Nachdem ihr noch laufender Vertrag mit Potsdam vorzeitig aufgelöst worden war, unterschrieb Mittag am 19. Dezember 2011 einen Zweijahresvertrag beim schwedischen Erstligisten LdB FC Malmö, später FC Rosengård, für den sie ab Januar 2012 spielberechtigt war. In ihrem ersten Pflichtspiel für den neuen Verein Ende März erzielte sie kurz vor Spielende den entscheidenden Treffer zum 2:1-Erfolg über Kopparbergs/Göteborg FC im Supercupen. Ihr Debüt für Malmö in der Meisterschaft am 9. April 2012 (1. Spieltag) beim 4:1-Sieg im Auswärtsspiel gegen Jitex BK krönte Mittag zugleich auch mit ihrem ersten Ligator, dem Treffer zum zwischenzeitlichen 3:1 in der 68. Minute. Am 1. Mai 2012 (4. Spieltag) gelangen ihr beim 7:1-Sieg im Heimspiel gegen Umeå IK FF vier Tore. Mit 21 Toren wurde sie in ihrer ersten Saison – als erste Deutsche – Torschützenkönigin in Schweden.
In der Saison 2013 gewann Mittag mit dem FC Malmö die schwedische Meisterschaft, wodurch der Verein alleiniger Rekordmeister wurde. Mit 13 Toren belegte sie zusammen mit Margrét Lára Viðarsdóttir den dritten Platz in der Torschützenliste und mit elf Vorlagen Platz eins in der Assist-Liste. In der Folgesaison verteidigte sie mit dem Verein – nach einer Fusion nun unter dem Namen FC Rosengård – drei Spieltage vor Saisonende dank eines 3:2-Sieges beim Kopparbergs/Göteborg FC, zu dem sie zwei Tore beisteuerte, vorzeitig die Meisterschaft. Mit 21 Toren wurde Mittag Torschützenkönigin sowie beste Vorlagengeberin. Am 15. März 2015 gewann sie mit Rosengård durch ein 1:0 gegen den Pokalsieger Linköpings FC den schwedischen Supercup.

#### Paris Saint-Germain
Im Sommer 2015 wechselte Mittag für eine Saison zum französischen Erstligisten Paris Saint-Germain.

#### VfL Wolfsburg
Im Sommer 2016 schloss sie sich dem VfL Wolfsburg an und erzielte in zehn Spielen ein Tor. Im März 2017 löste sie ihren Vertrag vorzeitig auf.

#### FC Rosengård
Am 31. März 2017 kehrte Mittag zum FC Rosengård zurück. Mit ihrem Treffer beim 4:0-Sieg gegen Olimpia Cluj am 11. Oktober 2017 erreichte sie als erste Spielerin die Marke von 50 Toren in einem Vereinswettbewerb der UEFA (UEFA Women’s Champions League & UEFA Women’s Cup). Am 12. November 2018 wurde Mittag, im Rahmen der Fotbollsgalan im Ericsson Globe in Stockholm, zur besten Stürmerin der Damallsvenskan gewählt. Nach der Halbserie der damaligen Saison verkündete sie am 20. Mai 2019 ihr vorläufiges Karriere-Ende.

#### Stationen in Leipzig
Im Juni 2019 veröffentlichte RB Leipzig die Verpflichtung Mittags zur anstehenden Regionalliga-Saison. Sie sollte nicht nur den Kader der 1. Frauenmannschaft verstärken, sondern auch als Individualtrainerin für die Offensiv-Spielerinnen agieren und zudem Aufgaben im Scouting und bei der Spielanalyse übernehmen. Nachdem sie am 15. Juli 2020 ein zweites Mal ihr Karriereende angekündigt hatte, absolvierte sie am 30. August beim 6:0-Sieg von RB Leipzig im Finale des sächsischen Landespokals ihre vorerst letzte Partie. Aufgrund von Ausfällen mehrerer Spielerinnen wurde sie im Frühjahr 2021 jedoch reaktiviert und kam in elf weiteren Zweitligapartien zum Einsatz, in denen sie fünf Tore beisteuerte.
Zur Winterpause der Saison 2021/22 trat Mittag dem SV Eintracht Leipzig-Süd bei, an dessen Spielbetrieb in der Regionalliga Nordost sie sporadisch teilnahm.
Im Januar 2023 wechselte sie zur BSG Chemie Leipzig, wo sie nach eigenen Angaben die Möglichkeit zum Training habe und hofft, dem Team sporadisch aushelfen zu können.
Seit 2020 ist sie Co-Trainerin der Frauenabteilung des RB Leipzig.

### Nationalmannschaft
Mittag gehörte zum Aufgebot der U-19-Nationalmannschaft, deren Rekordspielerin und Rekordtorschützin sie ist und mit der sie im Jahr 2004 Vize-Europameister wurde. Mittag wurde bei diesem Turnier als beste Torschützin ausgezeichnet. Im selben Jahr gewann die U-19 auch die Weltmeisterschaft, wobei Mittag mit sechs Toren zweitbeste Torschützin war.
Ihr erstes Länderspiel in der A-Nationalmannschaft bestritt Mittag beim 1:0-Sieg gegen Italien am 31. März 2004. Auf ihren ersten Treffer musste sie fast ein Jahr warten. Am 11. März 2005 erzielte sie das Führungstor im Spiel gegen Norwegen.
Bei der EM 2005 gehörte Mittag auch zum deutschen EM-Kader. Durch ein 3:1 im Finale gegen Norwegen gewann Deutschland zum sechsten Mal den Europameistertitel. Mittag bestritt alle fünf EM-Spiele und erzielte dabei ein Tor.
Zwei Jahre später spielte Mittag mit der deutschen Elf auch um den Weltmeisterschaftstitel, hatte allerdings im gesamten Turnier nur einen Einsatz mit einer Spielzeit von sechs Minuten. Deutschland blieb während des gesamten Turniers ohne Gegentreffer und gewann den Pokal. Dies war gleichzeitig die Qualifikation für die Olympischen Spiele 2008. Während des olympischen Fußballturniers kam Mittag in vier Spielen zum Einsatz. In der Partie gegen Nordkorea erzielte sie nach ihrer Einwechslung den späten Siegtreffer in der 86. Spielminute. Im Spiel um Platz 3 wurden die Japanerinnen besiegt und Mittag gewann mit der deutschen Mannschaft die olympische Bronzemedaille.
Auch bei der Europameisterschaft 2009, bei der Deutschland zum siebten Mal den Titel gewann, zählte Mittag zum Aufgebot. Sie hatte im Verlauf des Turniers zwei Einsätze und erzielte ein Tor. Nach zuletzt schwächeren Leistungen gab Bundestrainerin Silvia Neid Ende Mai 2011 ihre Entscheidung bekannt, dass Mittag nicht dem Kader der Nationalmannschaft für die Weltmeisterschaft 2011 angehören wird.
Bei der Europameisterschaft 2013 in Schweden stand Mittag allerdings wieder im deutschen Team und kam in allen sechs Spielen zum Einsatz. Im Finale gegen Norwegen erzielte sie drei Minuten nach ihrer Einwechslung mit dem ersten Ballkontakt das Siegtor und sicherte Deutschland den sechsten Titel in Folge.
Am 26. Oktober 2013 gelangen Mittag beim 13:0 im WM-Qualifikationsspiel gegen Slowenien erstmals drei Tore in einem Länderspiel. Einen Monat später, am 23. November 2013, machte sie beim 6:0 in der WM-Qualifikation gegen die Slowakei als 18. deutsche Spielerin ihr 100. Länderspiel, zu dem sie zwei Tore beisteuerte.
Bei der Weltmeisterschaft 2015 in Kanada belegte Mittag mit dem DFB-Team den 4. Platz; dabei bestritt Mittag sechs Spiele und erzielte fünf Tore. Als drittbeste Torschützin des Turniers wurde sie mit dem „Bronzenen Schuh“ ausgezeichnet.
2016 wurde Mittag für das olympische Fußballturnier der Frauen in Brasilien in den Kader der Nationalmannschaft aufgenommen. Sie wurde in allen sechs Turnierspielen der deutschen Mannschaft eingesetzt und gewann im Finale gegen Schweden die Goldmedaille.
Am 7. März 2017 erzielte Mittag beim 1:0-Sieg gegen England im Rahmen des SheBelieves Cup 2017 ihr 50. Länderspieltor. Fünf Tage zuvor hatte sie gegen die USA ihr 150. Länderspiel bestritten.
Am 22. August 2017 trat Mittag aus der Nationalmannschaft zurück.

## Erfolge

### Nationalmannschaft
- Olympiasiegerin 2016
- Olympische Bronzemedaille 2008
- Weltmeisterin 2007
- Europameisterin 2005, 2009, 2013
- Algarve-Cup-Siegerin: 2006, 2012 und 2014
- U-19-Weltmeisterin 2004
- U-19-Europameisterin 2002

### Vereinsfußball
- UEFA-Women’s-Cup-Siegerin 2005
- UEFA-Women’s-Champions-League-Siegerin 2010
- Deutsche Meisterin: 2004, 2006, 2009, 2010, 2011, 2017
- DFB-Pokalsiegerin: 2004, 2005, 2006
- DFB-Hallenpokal-Siegerin: 2004, 2005, 2008, 2009, 2010
- Schwedische Meisterin: 2013, 2014
- Schwedische Pokalsiegerin: 2017, 2018
- Schwedische Supercup-Siegerin: 2012, 2015

### Auszeichnungen
- Verdienstkreuz am Bande i.S.d Verdienstordens der Bundesrepublik Deutschland
- Silberner Schuh (Zweitbeste Torschützin bei der U-19-WM 2004)
- Bronzener Ball (Drittbeste Spielerin bei der U-19-WM 2004)
- Preisträgerin der Fritz-Walter-Medaille 2005 in Gold (Beste Nachwuchsspielerin)
- Silbernes Lorbeerblatt 2007
- Spielerin des Jahres 2012 und 2014 in Schweden[24]
- Torschützenkönigin 2012, Torschützenkönigin 2014 in Schweden
- Angreiferin des Jahres (Årets Forward) in Schweden 2012
- Bronzener Schuh als drittbeste Torschützin der Weltmeisterschaft 2015
- Aufnahme in die Weltauswahl 2015[25]
- Rekordtorschützin in den Vereinswettbewerben der UEFA[26] (50 Tore)

## Soziales Engagement
Seit Jahren unterstützt Mittag zusammen mit ihrer ehemaligen Teamkollegin in der Nationalmannschaft Lira Alushi und dem früheren Fußball-Nationalspieler Cacau die Arbeit von World Vision International. Als Botschafterin macht sie sich für Kinder in den ärmsten Regionen der Welt stark. Besonders die Frühförderung von Kleinkindern liegt ihr am Herzen.

## Sonstiges
Seit Mai 2020 betreibt Anja Mittag gemeinsam mit ihrer ehemaligen Teamkollegin Josephine Henning den Podcast Mittags bei Henning.